# Emil Horle
Emil Jakob Horle (* 10. November 1908 in Frankfurt am Main, Deutsches Kaiserreich; † 24. Februar 1976 in Bern, Schweiz, heimatberechtigt in Bönigen) war ein Schweizer Feldhandballtrainer, -schiedsrichter und Funktionär.

## Leben
Horle kam am 10. November 1908 in Frankfurt am Main im Deutschen Kaiserreich auf die Welt. Am 29. Juni 1923 wurde er in Bönigen in der Schweiz eingebürgert. Zwanzigjährig wurde er Lehrer an der Oberschule in Lotzwil. Am 19. September 1944 heiratete er seine Frau und am 20. November 1949 kam die gemeinsame Tochter auf die Welt. Danach war er für drei Jahrzehnte Turnlehrer an den staatlichen Seminarien Hofwil und Bern. Horle starb am 24. Februar 1976 nach kurzer Krankheit im Inselspital in Bern.

## Handball

### International
1946 war er ein Gründer der Internationalen Handballföderation (IHF). Er war der erste Präsident der Technischen Kommission (TK). Diese Funktion hatte er bis 1972 inne. Danach war er Präsident der Regel- und Schiedsrichterkommission (RSK) bis zu seinem Tode. Er war einer der fähigsten internationaler Schiedsrichter. Er leitete 15 internationale Schiedsrichterlehrgänge und Symposien. Der Handballwettbewerb während den Olympischen Sommerspielen 1976 hätte der krönende Abschluss seiner internationalen Tätigkeit werden sollen. Er starb ein halbes Jahr davor.

### Schweiz
Zwischen 1937 und 1941 war er Chef Handball im Eidgenössischen Turnverein (ETV) er war ein Gründer des Handballausschusses (HBA). Bis 1956 war er der Präsident der Technischen Kommission (TK). Von 1937 bis 1956 war er Selektionär der Schweizer Männer-Feldhandballnationalmannschaft und von 1943 bis 1951 dessen Trainer. In seinen Zahlreichen Funktionen begleitete er die Nationalmannschaft zwischen 1938 und 1969.

### BSV Bern
Auf Vereinsebene engagierte Horle sich für den TV Oberseminar Bern welcher 1959 in BSV Bern umgetauft wurde.

## Ehrungen
- 1943: Ehrenmitglied des Gymnasial-Turnverein des Humanistisches Gymnasium Basel
- 1956: Ehrenmitglied des Schweizerischer Handballausschusses (HBA)
- 1960: Ehrenmitglied des BSV Bern
- 1967: Ehrenmitglied des Dänischen Handball-Verbandes
- 1971: Ehrenmitglied des Eidgenössischen Turnverein (ETV)
- 1975: Ehrenmitglied des Schweizerischer Handball-Verband (STV)[7]